# Darko Radinja
Darko Radinja, slovenski geograf, * 11. januar 1927, Gorica ali Pevma, † 7. december 2016, Bohinj.  
Prirodoslovno-matematično fakulteto je končal leta 1952 iz predmetov fizika z meteorologijo, etnologija in iz geografije kot predmeta A. Po diplomi je postal gimnazijski učitelj in se leta 1959 vključil v takratni Geografski inštitut PMF, sedanji Oddelek za geografijo FF v Ljubljani. 
Leta 1960 je postal asistent in kasneje predavatelj. Doktoriral je na Filozofski fakulteti leta 1965. Leta 1966 je postal docent za fizično geografijo, od leta 1972 je bil izredni in od 1983 do upokojitve leta 1996 redni profesor, 2002 pa je bil imenovan za zaslužnega profesorja ljubljanske univerze.V letih 1967/68 se je na moskovski in leningrajski univerzi izpopolnjeval v geomorfologiji in hidrogeografiji. Torišča njegovega raziskovanja so bila didaktika geografije, geomorfologija, po 1966 pa še hidrogeografija in varstvo geografskega okolja. 
Predaval je metodiko geografskega pouka in bil vrsto let urednik Geografskega obzornika. Sodeloval je z Zavodom SRS za šolstvo, kjer je bil član različnih komisij ter je za zavod izdelal več načrtov, poročil, mnenj in ocen. Sodeloval je tudi kot mentor pri gibanju »Znanost mladini« ter je med drugim vodil mladinske raziskovalne tabore v letih 1972 - 1975.
Darko Radinja ima velike zasluge za razvoj fizične geografije, posebno hidrogeografije, in predmeta varstvo geografskega okolja na ljubljanski univerzi. Njegove razprave so izšle v Geografskem vestniku in Geografskem obzorniku. S številnimi gesli iz hidrogeografije in varstva okolja ter njihovo razlago je sodeloval tudi pri Geografskem terminološkem slovarju.